# Нова Ольшувка
Нова Ольшувка (пол. Nowa Olszówka) — село в Польщі, у гміні Водзіслав Єнджейовського повіту Свентокшиського воєводства.
Населення — 96 осіб (2011).
У 1975-1998 роках село належало до Келецького воєводства.

## Демографія
Демографічна структура на день 31 березня 2011 року:
|          | Загалом | Допрацездатний вік | Працездатний вік | Постпрацездатний вік |
| -------- | ------- | ------------------ | ---------------- | -------------------- |
| Чоловіки | 43      | 5                  | 27               | 11                   |
| Жінки    | 53      | 8                  | 22               | 23                   |
| Разом    | 96      | 13                 | 49               | 34                   |